# Marco Sandy
Marco Antonio Sandy (Cochabamba, 29 augustus 1971) is een voormalig Boliviaans voetballer, die speelde als centrale verdediger. Hij beëindigde zijn actieve loopbaan in 2006 bij de Boliviaanse club Club Bolívar.

## Clubcarrière
Sandy, bijgenaamd El Toro ("De Stier"), begon zijn professionele loopbaan in 1990 bij Club Bolívar en kwam daarnaast uit voor Real Valladolid, CA Gimnasia y Esgrima de Jujuy en Tampico Madero. Met Club Bolívar won hij achtmaal de Boliviaanse landstitel. Hij speelde in totaal 393 wedstrijden (41 goals) voor die club.

## Interlandcarrière
Sandy speelde in totaal 93 interlands voor Bolivia in de periode 1993-2003. Onder leiding van bondscoach Xabier Azkargorta maakte hij zijn debuut op 29 januari 1993 in de vriendschappelijke thuiswedstrijd tegen Honduras, die eindigde in een 3-1 overwinning voor Bolivia door treffers van Gustavo Quinteros en Johnny Villarroel (2). Ook Dario Rojas, José María Romero en Gustavo Quinteros maakten in die wedstrijd hun debuut voor Bolivia. Sandy nam met Bolivia deel aan vijf opeenvolgende edities van de strijd om de Copa América: 1993, 1995, 1997, 1999 en 2001. Tevens maakte hij deel uit van de selectie die deelnam aan het WK voetbal 1994 in de Verenigde Staten. Hij is, samen met Luis Cristaldo, recordinternational van zijn vaderland.
| Interlands van Marco Sandy voor Bolivia | Interlands van Marco Sandy voor Bolivia | Interlands van Marco Sandy voor Bolivia | Interlands van Marco Sandy voor Bolivia | Interlands van Marco Sandy voor Bolivia | Interlands van Marco Sandy voor Bolivia |
| №                                       | Datum                                   | Wedstrijd                               | Uitslag                                 | Competitie                              | Goals                                   |
| Als speler van Club Bolívar             | Als speler van Club Bolívar             | Als speler van Club Bolívar             | Als speler van Club Bolívar             | Als speler van Club Bolívar             | Als speler van Club Bolívar             |
| --------------------------------------- | --------------------------------------- | --------------------------------------- | --------------------------------------- | --------------------------------------- | --------------------------------------- |
| 1                                       | 29 januari 1993                         | Bolivia – Honduras                      | 3 – 1                                   | Vriendschappelijk                       |                                         |
| 2                                       | 6 maart 1993                            | Bolivia – Paraguay                      | 2 – 1                                   | Vriendschappelijk                       |                                         |
| 3                                       | 23 mei 1993                             | Verenigde Staten – Bolivia              | 0 – 0                                   | Vriendschappelijk                       |                                         |
| 4                                       | 6 juni 1993                             | Peru – Bolivia                          | 1 – 0                                   | Vriendschappelijk                       |                                         |
| 5                                       | 13 juni 1993                            | Bolivia – Chili                         | 1 – 3                                   | Vriendschappelijk                       | Goal                                    |
| 6                                       | 17 juni 1993                            | Argentinië – Bolivia                    | 1 – 0                                   | Copa América                            |                                         |
| 7                                       | 20 juni 1993                            | Colombia – Bolivia                      | 1 – 1                                   | Copa América                            |                                         |
| 8                                       | 23 juni 1993                            | Mexico – Bolivia                        | 0 – 0                                   | Copa América                            |                                         |
| 9                                       | 18 juli 1993                            | Venezuela – Bolivia                     | 1 – 7                                   | WK-kwalificatie                         |                                         |
| 10                                      | 25 juli 1993                            | Bolivia – Brazilië                      | 2 – 0                                   | WK-kwalificatie                         |                                         |
| 11                                      | 8 augustus 1993                         | Bolivia – Uruguay                       | 3 – 1                                   | WK-kwalificatie                         |                                         |
| 12                                      | 15 augustus 1993                        | Bolivia – Ecuador                       | 1 – 0                                   | WK-kwalificatie                         |                                         |
| 13                                      | 22 augustus 1993                        | Bolivia – Venezuela                     | 7 – 0                                   | WK-kwalificatie                         | Goal                                    |
| 14                                      | 29 augustus 1993                        | Brazilië – Bolivia                      | 6 – 0                                   | WK-kwalificatie                         |                                         |
| 15                                      | 19 september 1993                       | Ecuador – Bolivia                       | 1 – 1                                   | WK-kwalificatie                         |                                         |
| 16                                      | 18 februari 1994                        | Verenigde Staten – Bolivia              | 1 – 1                                   | Joe Robbie Cup                          |                                         |
| 17                                      | 20 februari 1994                        | Colombia – Bolivia                      | 2 – 0                                   | Joe Robbie Cup                          |                                         |
| 18                                      | 26 maart 1994                           | Verenigde Staten – Bolivia              | 2 – 2                                   | Vriendschappelijk                       |                                         |
| 19                                      | 7 april 1994                            | Colombia – Bolivia                      | 0 – 1                                   | Vriendschappelijk                       |                                         |
| 20                                      | 20 april 1994                           | Roemenië – Bolivia                      | 3 – 0                                   | Vriendschappelijk                       |                                         |
| 21                                      | 4 mei 1994                              | Bolivia – Saoedi-Arabië                 | 1 – 0                                   | Vriendschappelijk                       |                                         |
| 22                                      | 11 mei 1994                             | Kameroen – Bolivia                      | 1 – 1                                   | Vriendschappelijk                       |                                         |
| 23                                      | 13 mei 1994                             | Griekenland – Bolivia                   | 0 – 0                                   | Vriendschappelijk                       |                                         |
| 24                                      | 24 mei 1994                             | Ierland – Bolivia                       | 1 – 0                                   | Vriendschappelijk                       |                                         |
| 25                                      | 8 juni 1994                             | Bolivia – Peru                          | 0 – 0                                   | Vriendschappelijk                       |                                         |
| 26                                      | 11 juni 1994                            | Bolivia – Zwitserland                   | 0 – 0                                   | Vriendschappelijk                       |                                         |
| 27                                      | 17 juni 1994                            | Duitsland – Bolivia                     | 1 – 0                                   | WK-eindronde                            |                                         |
| 28                                      | 23 juni 1994                            | Zuid-Korea – Bolivia                    | 0 – 0                                   | WK-eindronde                            |                                         |
| 29                                      | 27 juni 1994                            | Bolivia – Spanje                        | 1 – 3                                   | WK-eindronde                            |                                         |
| 30                                      | 21 september 1994                       | Chili – Bolivia                         | 1 – 2                                   | Vriendschappelijk                       |                                         |
| 31                                      | 3 april 1995                            | Bolivia – Venezuela                     | 0 – 0                                   | Vriendschappelijk                       |                                         |
| 32                                      | 14 mei 1995                             | Bolivia – Paraguay                      | 1 – 1                                   | Vriendschappelijk                       |                                         |
| 33                                      | 9 juni 1995                             | Paraguay – Bolivia                      | 0 – 0                                   | Vriendschappelijk                       |                                         |
| 34                                      | 18 juni 1995                            | Venezuela – Bolivia                     | 1 – 3                                   | Vriendschappelijk                       |                                         |
| Als speler van Real Valladolid          |                                         |                                         |                                         |                                         |                                         |
| 35                                      | 1 juli 1995                             | Peru – Bolivia                          | 4 – 1                                   | Vriendschappelijk                       | Goal                                    |
| 36                                      | 8 juli 1995                             | Argentinië – Bolivia                    | 2 – 1                                   | Copa América                            |                                         |
| 37                                      | 11 juli 1995                            | Verenigde Staten – Bolivia              | 0 – 1                                   | Copa América                            |                                         |
| 38                                      | 14 juli 1995                            | Chili – Bolivia                         | 2 – 2                                   | Copa América                            |                                         |
| 39                                      | 16 juli 1995                            | Uruguay – Bolivia                       | 2 – 1                                   | Copa América                            |                                         |
| 40                                      | 8 juni 1996                             | Mexico – Bolivia                        | 1 – 0                                   | US Cup                                  |                                         |
| 41                                      | 12 juni 1996                            | Verenigde Staten – Bolivia              | 0 – 2                                   | US Cup                                  |                                         |
| 42                                      | 15 juni 1996                            | Ierland – Bolivia                       | 3 – 0                                   | US Cup                                  |                                         |
| Als speler van Club Bolívar             |                                         |                                         |                                         |                                         |                                         |
| 43                                      | 7 juli 1996                             | Bolivia – Venezuela                     | 6 – 1                                   | WK-kwalificatie                         | Goal                                    |
| 44                                      | 26 juli 1996                            | Paraguay – Bolivia                      | 2 – 0                                   | Vriendschappelijk                       |                                         |
| 45                                      | 1 september 1996                        | Bolivia – Peru                          | 0 – 0                                   | WK-kwalificatie                         |                                         |
| 46                                      | 8 oktober 1996                          | Uruguay – Bolivia                       | 1 – 0                                   | WK-kwalificatie                         |                                         |
| 47                                      | 10 november 1996                        | Bolivia – Colombia                      | 2 – 2                                   | WK-kwalificatie                         | Goal                                    |
| 48                                      | 15 december 1996                        | Bolivia – Paraguay                      | 0 – 0                                   | WK-kwalificatie                         |                                         |
| 49                                      | 12 januari 1997                         | Bolivia – Ecuador                       | 2 – 0                                   | WK-kwalificatie                         |                                         |
| 50                                      | 2 februari 1997                         | Bolivia – Slowakije                     | 0 – 1                                   | Vriendschappelijk                       |                                         |
| 51                                      | 12 februari 1997                        | Bolivia – Chili                         | 1 – 1                                   | WK-kwalificatie                         |                                         |
| 52                                      | 23 maart 1997                           | Bolivia – Jamaica                       | 6 – 0                                   | Vriendschappelijk                       |                                         |
| 53                                      | 2 april 1997                            | Bolivia – Argentinië                    | 2 – 1                                   | WK-kwalificatie                         | Goal                                    |
| 54                                      | 8 juni 1997                             | Venezuela – Bolivia                     | 1 – 1                                   | WK-kwalificatie                         |                                         |
| 55                                      | 12 juni 1997                            | Bolivia – Venezuela                     | 1 – 1                                   | Copa América                            |                                         |
| 56                                      | 15 juni 1997                            | Bolivia – Peru                          | 2 – 0                                   | Copa América                            |                                         |
| 57                                      | 18 juni 1997                            | Bolivia – Uruguay                       | 1 – 0                                   | Copa América                            |                                         |
| 58                                      | 21 juni 1997                            | Bolivia – Colombia                      | 2 – 1                                   | Copa América                            |                                         |
| 59                                      | 25 juni 1997                            | Bolivia – Mexico                        | 3 – 1                                   | Copa América                            |                                         |
| 60                                      | 29 juni 1997                            | Bolivia – Brazilië                      | 1 – 3                                   | Copa América                            |                                         |
| 61                                      | 6 juli 1997                             | Peru – Bolivia                          | 2 – 1                                   | WK-kwalificatie                         |                                         |
| 62                                      | 20 juli 1997                            | Bolivia – Uruguay                       | 1 – 0                                   | WK-kwalificatie                         |                                         |
| 63                                      | 20 augustus 1997                        | Colombia – Bolivia                      | 3 – 0                                   | WK-kwalificatie                         |                                         |
| 64                                      | 10 september 1997                       | Paraguay – Bolivia                      | 2 – 1                                   | WK-kwalificatie                         |                                         |
| 65                                      | 16 november 1997                        | Chili – Bolivia                         | 3 – 0                                   | WK-kwalificatie                         |                                         |
| Als speler van CA Gimnasia y Esgrima    |                                         |                                         |                                         |                                         |                                         |
| 66                                      | 3 maart 1999                            | Bolivia – Jamaica                       | 0 – 0                                   | Copa Guatemala                          |                                         |
| 67                                      | 5 maart 1999                            | Guatemala – Bolivia                     | 0 – 3                                   | Copa Guatemala                          |                                         |
| 68                                      | 7 maart 1999                            | Paraguay – Bolivia                      | 3 – 0                                   | Copa Guatemala                          |                                         |
| 69                                      | 11 maart 1999                           | Mexico – Bolivia                        | 2 – 1                                   | US Cup                                  |                                         |
| 70                                      | 13 maart 1999                           | Guatemala – Bolivia                     | 2 – 1                                   | US Cup                                  |                                         |
| 71                                      | 28 april 1999                           | Bolivia – Chili                         | 1 – 1                                   | Vriendschappelijk                       |                                         |
| 72                                      | 20 juni 1999                            | Chili – Bolivia                         | 1 – 0                                   | Vriendschappelijk                       |                                         |
| 73                                      | 29 juni 1999                            | Paraguay – Bolivia                      | 0 – 0                                   | Copa América                            |                                         |
| 74                                      | 2 juli 1999                             | Peru – Bolivia                          | 1 – 0                                   | Copa América                            |                                         |
| 75                                      | 3 november 1999                         | Paraguay – Bolivia                      | 0 – 0                                   | Vriendschappelijk                       |                                         |
| 76                                      | 29 maart 2000                           | Uruguay – Bolivia                       | 1 – 0                                   | WK-kwalificatie                         |                                         |
| 77                                      | 26 april 2000                           | Bolivia – Colombia                      | 1 – 1                                   | WK-kwalificatie                         |                                         |
| 78                                      | 4 juni 2000                             | Argentinië – Bolivia                    | 1 – 0                                   | WK-kwalificatie                         |                                         |
| 79                                      | 28 juni 2000                            | Venezuela – Bolivia                     | 4 – 2                                   | WK-kwalificatie                         |                                         |
| Als speler van Club Bolívar             |                                         |                                         |                                         |                                         |                                         |
| 80                                      | 19 juli 2000                            | Bolivia – Chili                         | 1 – 0                                   | WK-kwalificatie                         |                                         |
| 81                                      | 27 juli 2000                            | Bolivia – Paraguay                      | 0 – 0                                   | WK-kwalificatie                         |                                         |
| 82                                      | 16 augustus 2000                        | Ecuador – Bolivia                       | 2 – 0                                   | WK-kwalificatie                         |                                         |
| 83                                      | 3 september 2000                        | Brazilië – Bolivia                      | 5 – 0                                   | WK-kwalificatie                         |                                         |
| 84                                      | 27 september 2000                       | Mexico – Bolivia                        | 1 – 0                                   | Vriendschappelijk                       |                                         |
| 85                                      | 15 november 2000                        | Bolivia – Uruguay                       | 0 – 0                                   | WK-kwalificatie                         |                                         |
| 86                                      | 27 maart 2001                           | Colombia – Bolivia                      | 2 – 0                                   | WK-kwalificatie                         |                                         |
| 87                                      | 25 april 2001                           | Bolivia – Argentinië                    | 3 – 3                                   | WK-kwalificatie                         |                                         |
| Als speler van Tampico Madero           |                                         |                                         |                                         |                                         |                                         |
| 88                                      | 13 juli 2001                            | Bolivia – Uruguay                       | 0 – 1                                   | Copa América                            |                                         |
| 89                                      | 16 juli 2001                            | Honduras – Bolivia                      | 2 – 0                                   | Copa América                            |                                         |
| 90                                      | 31 januari 2002                         | Brazilië – Bolivia                      | 6 – 0                                   | Vriendschappelijk                       |                                         |
| 91                                      | 13 februari 2002                        | Paraguay – Bolivia                      | 2 – 2                                   | Vriendschappelijk                       |                                         |
| Als speler van Club Bolívar             |                                         |                                         |                                         |                                         |                                         |
| 92                                      | 21 augustus 2002                        | Venezuela – Bolivia                     | 2 – 0                                   | Vriendschappelijk                       |                                         |
| 93                                      | 18 november 2003                        | Venezuela – Bolivia                     | 2 – 1                                   | WK-kwalificatie                         |                                         |

## Erelijst
Club Bolívar
- Liga de Boliviano

1991, 1992, 1994, 1997, 2002, 2004-A, 2005 (Adecuación), 2006-C